# Telfer Schleicherlaufen

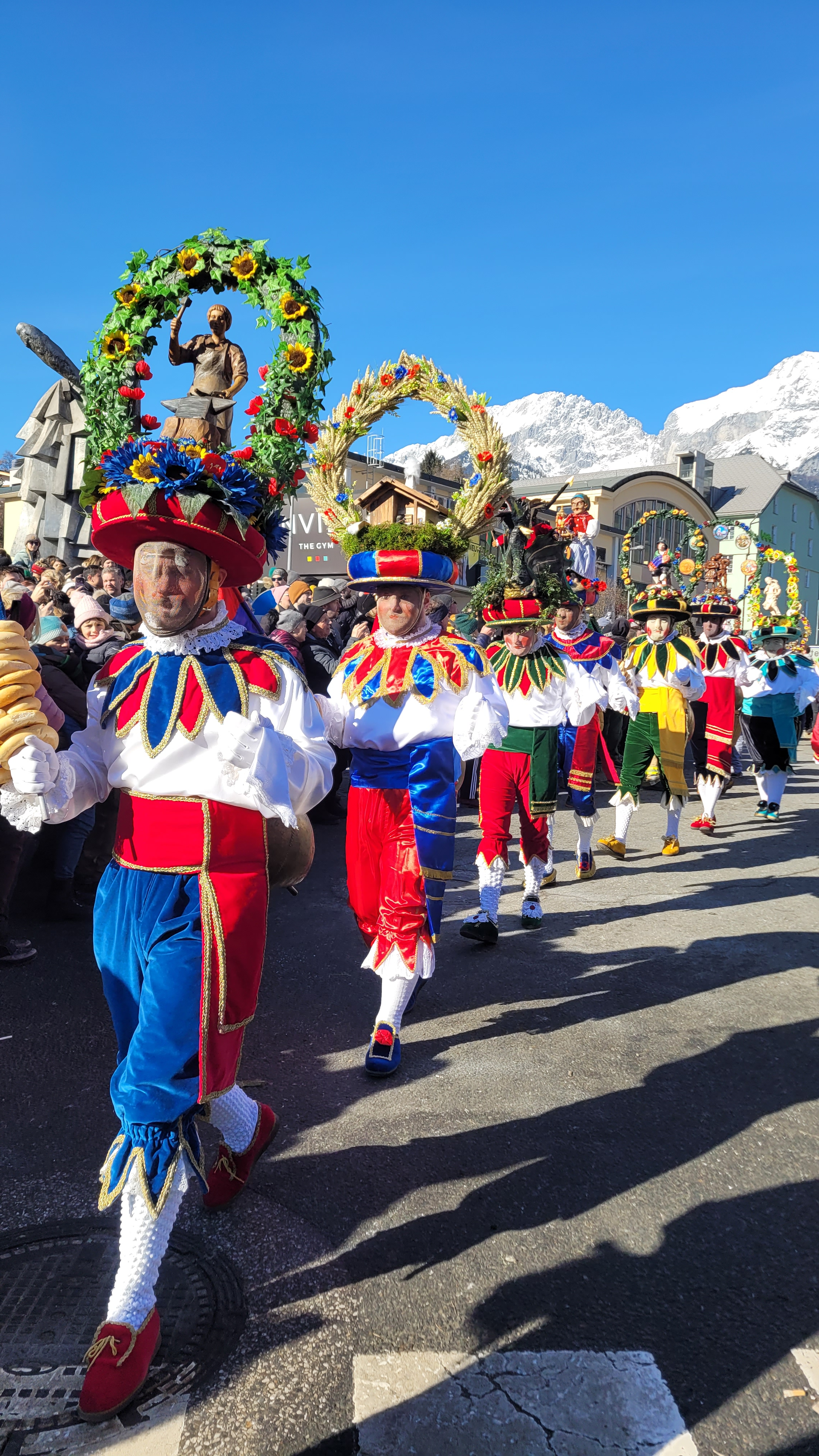
Die "Schleicher" beim Schleicherlaufen 2025

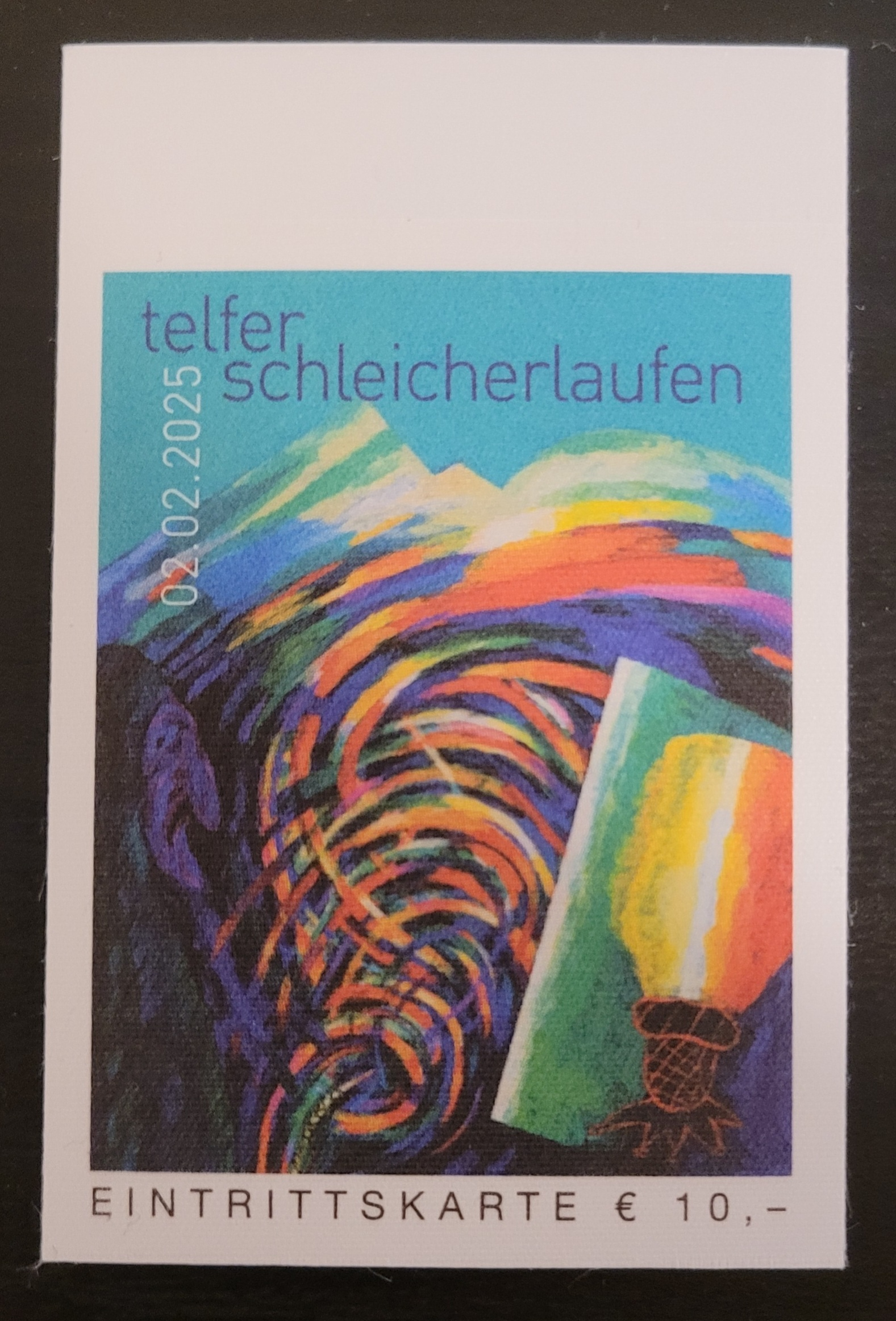
Eintrittskarte für das Schleicherlaufen 2025

Das Telfer Schleicherlaufen ist ein Fasnachtsumzug, der alle fünf Jahre in der Tiroler Gemeinde Telfs stattfindet. Rund 500 maskierte Männer ziehen in einzelnen Gruppen durch die Ortschaft, darunter finden sich stehende Figuren wie die „Schleicher“, die „Wilden“, der „Panz'naff“ oder der „Laternenträger“. 1571 wurde der Brauch erstmals erwähnt. 2010 wurde die heutige Form in das immaterielle Kulturerbe der Österreichischen UNESCO-Kommission aufgenommen.

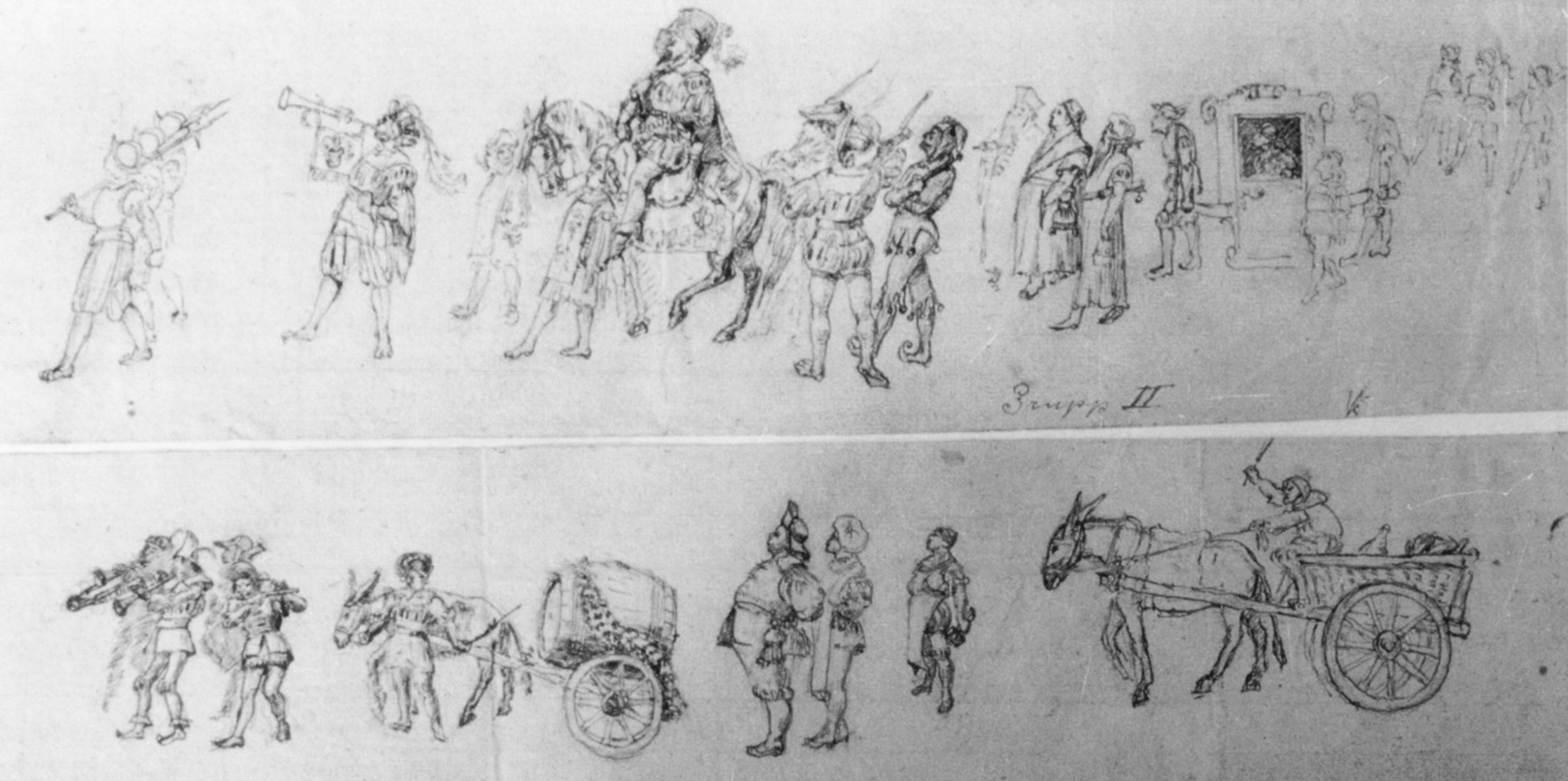
Entwurf zur Fastnacht 1884 in Telfs

## Geschichte
Das Telfer Schleicherlaufen hat eine lange Tradition, deren Ursprung ungeklärt ist. Wobei historische Quellen bis in das späte 16. Jahrhundert (1571, 1612, 1621, 1631) zurückreichen. Mit dem Herausbilden der „Kerngruppen“ (u. a. Schleicher, Bären, Laninger) um 1830 entwickelte sich langsam die heutige Form. Seit der Zeit um 1890 findet das Schleicherlaufen in einem fünfjährigen Rhythmus statt. Neben festen Elementen wie Kostüme, Larven, Maskenkonstellationen werden auch aktuelle Themen aufgegriffen und unter anderem in satirische Aufführungen thematisiert.
2010 wurde das Telfer Schleicherlaufen in das „nationale Verzeichnis des immateriellen Kulturerbes“ der österreichischen UNESCO-Kommission aufgenommen. Dem ging ein langwieriger Einreichungsprozess voraus, in dem mehrere Fachgutachten von unabhängigen Experten vorgelegt werden mussten (Karl C. Berger, Thomas Nußbaumer und Franz Grieshofer).

## Ablauf und Charakteristik
Das Telfer Schleicherlaufen findet alle fünf Jahre statt, meist Anfang Februar, je nach dem vom Fasnachtskomitee festgelegten Termin. Das rein männlich besetzte Fasnachtskomitee wird am Josefi-Tag vor einem Fasnachtsjahr von rund 500 Männern von Telfs und Umgebung gewählt und für fünf Jahre bestellt. Obmann des Komitees ist der amtierende Bürgermeister der Marktgemeinde Telfs. Das Fasnachtskomitee, das aus 14 Gruppen besteht (Sonne, Herolde, Musibanda, Jahreszeiten, Wilde, Schleicher, Bären und Exoten, Laninger, Vogler, Galtmahd, Bease Buam, Bachouf'n, Kurpfuscher, Soaf'nsnieder) ist für die Organisation und den Ablaufs des Schleicherlaufens verantwortlich. In zahlreichen Versammlungen während des Faschings (November bis Februar) werden alle Vorbereitungen für den Bau der Wägen, Nähen der Kleidung und Proben der Umzüge getroffen.
Eine Besonderheit des Schleicherlaufen stellt die „Sonnenanbetung“ dar. Am Aufführungstage wird früh am Morgen auf jedem Platz, auf dem später die Schleicher ihren „Kroas“ hupf´n, die Sonne angebetet.
Das eigentliche Schleicherlaufen beginnt am Aufführungstag nach dem letzten Böllerkrachen um 11 Uhr. Der Schleicherlauf besteht aus verschiedenen Gruppen und beginnt im Ortsteil Lumma. Charakteristisch für das Telfer Schleicherlaufen ist die Gruppe der Schleicher mit ihren großen Hüten, auf denen Themen des bäuerlichen Lebens sowie bestimmte Sinnbilder dargestellt sind. Der Gruppe geht die auffallendste Figur, der Laternenträger im Harlekinsgewand, voraus. Ihm folgt die Innengruppe der Schleicher, die wiederum vom sogenannten Vorläufer oder Vorhupfer angeführt wird.